# Finn irodalom
A finn irodalom magában hordozza Finnország viszontagságos történelmének egyértelmű jeleit. Magyarországhoz hasonlóan, itt is hosszú ideig a kormány és az ország irányítóinak nyelve nem egyezett meg az ország lakosságának többségéével, azaz a finnel. A legjelentősebb művek többsége a finn öntudat megszerzése és megtartása köré fonódott.  (lásd Karelianizmus).
A legkorábbi finn nyelvű irodalomtörténeti emlék a 292-es számú nyírfakéreg-levél, melynek keletkezését a 13. század elejére datálják a történészek. A szöveget ugyan cirill betűs írással írták, ám az orosz Olonyeci járás területén beszélt finn nyelvi dialektusban íródott. A finn középkor (1200-1523 közt) idején a legkorábban írt nyelvi emlékek mind svéd, illetve latin nyelven íródtak. Maga a finn nyelvű irodalom kifejlődése és elterjedése a 16. századtól kezdve indult el, miután a finn lutheránus reformer Mikael Agricola püspök lefektette a finn nyelv írásbeli alakját. Ő fordította le 1548-ban finn nyelvre az Újszövetség szövegét. Miután az ország a 19. század elején az Orosz Birodalom részévé vált, az oktatás terjedésével és a nacionalizmus terjedésével az érdeklődés középpontjába került a finn nyelvű népköltészet és népi irodalom, amelynek következtében fellendült a finn nyelvű irodalom terén végzett aktivitás. A legtöbb mű amely ebben a korban íródott, az svéd nyelvű volt, ám egyre emelkedett a finn nyelven született irodalmi művek száma, melyek elsődlegesen az erős finn identitást voltak hivatottak táplálni. (Lásd: Karelianizmus.) A finn népköltészet több ezer versét gyűjtötték össze a Suomen kansan vanhat runot (azaz a Finn emberek ősi versei) című műbe. A finn nemzeti eposz, a Kalevala 1835-ben jelent meg. A finn nemzeti himnuszt 1848-ban írta Johan Ludvig Runeberg, melynek stílusára és tartalmára nagy hatással volt Vörösmarty Mihály Szózata.
Az első finn nyelven íródott regény a Hét fivér volt (finnül: Seitsemän veljestä), melyet 1870-ben írt Aleksis Kivi (1834–1872). Az 1919-ben megjelent Szelíd örökség című mű Frans Eemil Sillanpää (1888–1964) tollából született meg, mely később az irodalmi Nobel-díj nyertesévé tette. Sillenpää volt az első irodalmi Nobel-díjas finn író. A korszak másik nagy nevű irodalmi méltósága az Északi Tanács irodalmi-díjával kitüntetett Väinö Linna volt (1920. december 20.– 1992. április 21.).
További jelentős, világszerte ismert irodalmi művek még: Mika Waltari (1908–1979) Michael a finn és A szultán renegátja című műve. A finn költészet, kezdve Paavo Haavikko és Eeva-Liisa Manner munkásságával, a múlt század közepén kezdődtek, melyek Thomas Stearns Eliot és Ezra Pound munkásságát és hangnemét adaptálták. A legismertebb finn költő Eino Leino. Timo Kustaa Mukka a finn irodalmi paletta elvadult fia. A 21. század kiemelkedő finn írói közé tartozik: Mikkor Rimminen, valamint a sci-fi író Leena Krohn (Finlandia-díjat kapott 1992-ben), illetve Johanna Sinisalo (Finlandia-díjat kapott 2000-ben).

## Népköltészet
Az 1640-ben alapított Turkui Egyetemtől az egyház kezdetben idegenkedett. „Nemcsak azt tartom szégyennek, hogy a született finnek nem ismerik költészetünket, de azt is, hogy olvastán nem ámuldoznak.” A peremvidék, az orosz Arhangelszki kormányzóság Karjala, Aunus (Olonyec), Ladoga-Karjala, Inkeri (Inkermanland, Szentpétervár környéke) dalait, hősköltészetét gyűjtötték. Zachris Topelius gyűjtése: A finn nép régi versei, valamint újabb dalok (1822–31). 1831-ben alapult Finn Irodalmi Társaság gyűjtötte, tárolta a népgyűjtést, tárolja ma is.

## A 19. század előtt
Mivel az  írott finn nyelv viszonylag új keletű, ezért számottevő irodalommal nem rendelkezik a középkorból vagy annál korábbról. Az olyan fontosabb könyvek, mint a Biblia vagy  más írásos törvények csak latinul, svédül vagy más európai nyelveken (francia vagy német) voltak hozzáférhetőek. Ezen kívül a kora középkori időszakban nem létezett egységes államalakulat az amúgy is ritkán lakott vidéken. Az időközben felemelkedő Svéd királyság, majd később Oroszország idővel elfoglalta a területet és egyúttal ezen időszakok nyelvhasználatát is meghatározták. A legkorábbi finn nyelvű, ám Cirill ábécével írt nyelvtörténeti emlék a 292-es számú nyírfakéreg-levél, mely Novgorodból származik. A levél dialektusára jellemző, hogy a mai Oroszország területén fekvő Olonyeci járásban beszélt finn nyelven íródott. Ezen írások és nyelvi emlékek terjedésének pontosabb megértéséhez járult hozzá a Finn Nemzeti Könyvtár, amikor is digitalizálta középkori eredetű finn nyelvtörténeti emlékeit.
Az írott finn nyelv alapjait Mikael Agricola lutheránus püspök (1510—1557) alkotta meg, főleg az ország nyugati részén beszélt nyelvjárások alapján. Legfőbb munkái közé tartozik az Újszövetség (elkészült 1548-ban), illetve az Abckiria, vagy magyarul Ábécés könyv, finn nyelvű változata. A finn nyelvtannal először Aeschillus Petraeus 1649-ben megjelent műve foglalkozott, amely nyolc finn találós kérdést is tartalmazott. Cristfried Ganander 1783-ban kiadott műve újabb lökést adott az írott finn nyelv alakulásának. A mű már 300 talányt, találós kérdést vetett fel.
Egészen 1800-ig a legtöbb finnül kinyomtatott könyv a valláshoz kapcsolódott.

## Finnország küzdelme az anyanyelvéért
Az írott finn nyelvet végül Mikael Agricola (1510–1557) evangélikus lelkész alapította meg nyugati dialektusokra támaszkodva. Főbb művei közé tartoztak az Újszövetség finnre történő fordításai, melyet 1548-ban tudott befejezni, mely ezzel a finn nyelv első írásos emlékévé vált. Ő írta a finn nyelvű abct (Abckiria), 1537 és 1543 között jelent meg. Az Imádságoskönyv (Rucouscíria) 1544-ben; Kézikönyv a keresztségről (Kasikiria Castesta) 1549-ben. Igen sok új szót alkotott, ezek ma is köznyelviek. Jacobus Finno 1583-ban adta ki az első finn énekeskönyvet. A 101 vers többsége fordítás, de tíz saját alkotás. Maskui Hemming (1550-1619) 1605-ben közölt énekeskönyvet. A teljes Biblia 1642-ben jelent meg finnül.

## 19. század

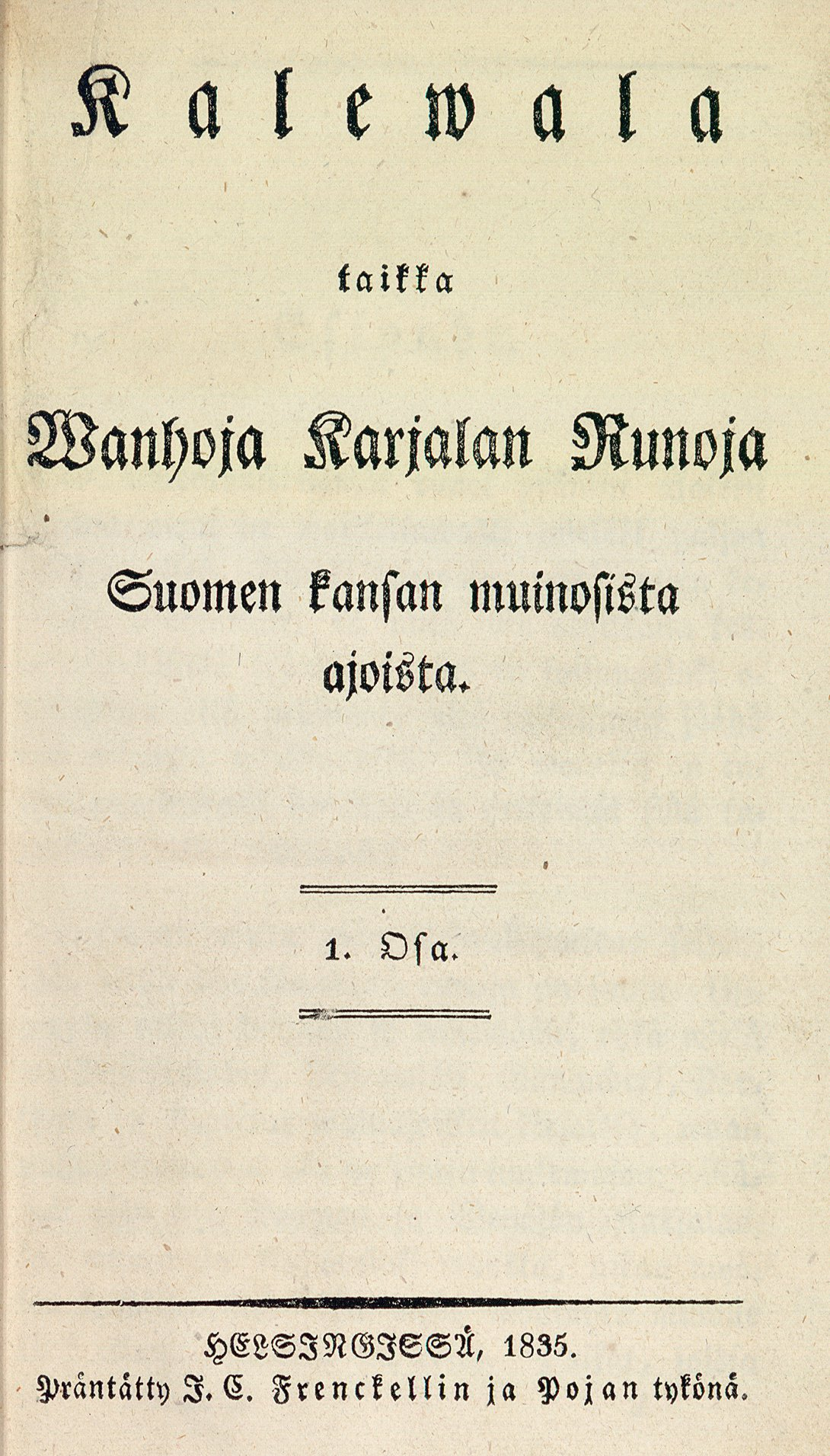
A Kalevala 1835-ös kiadásának nyitólapja.

A középkor óta a finn nyelv népköltészetben rendkívül gazdaggá vált. Régi népi költemények, történetek és ezekhez hasonló mondókák százait gyűjtötték össze az 1820-as évek óta, amely valószínűleg a világ legnagyobb ilyen jellegű gyűjteménye. Ezek többségét ki is adták azóta egy hatalmas kötetben, mely 33 fejezetében 27 000 oldal található. A történeteket először Antti Aarne rendezte össze.
Kétségkívül a leghíresebb népköltészeti gyűjtemény a Kalevala, melyet a finnek nemzeti eposzaként emlegetnek. A művet elsősorban Elias Lönnrot írónak tulajdonítják, azonban ő inkább amolyan szerkesztőként működött közre a könyv kiadásában. Először 1835-ben adták ki és hamarosan a finn nacionalizmus szimbólumává vált. Akkoriban Finnországot Oroszország irányította, azelőtt pedig Svédország. A Kalevala ezért különösen fontos szerepet játszott a finn nemzeti öntudat kialakulásában. A Kanteletar című mű lírai költeményei mellett ez volt az egyik legnagyobb hatással az utána következő finn művészekre, például Jean Sibeliusra.
Lásd Finnország történelme.

## Turkui romantika
Adolf Ivar Arwidsson (1791–1858) „Svédek nem vagyunk, oroszokká lenni nem akarunk, legyünk hát finnek!” 1822-ben végleg kitiltják az egyetemről. Abo Morgonblad (1821) lapját politikai cikkei miatt tiltották be. 1823-ban kénytelen Svédországba települni. Ott a királyi könyvtár igazgatója lett. Johan Jakob Tengström, (1787–1858) Hegel egyik finn hirdetője, A finn irodalom és kultúra néhány akadályáról, Aura 1817-18 írásában a nyelv csiszolása mellett a népköltés gyűjtésére buzdít. Abraham Poppius (1793–1866) gyűjtött dalokat, segítette a német Hans Rudolf Schrötert Finnische Runen (Finn rúnák) (1819) népköltési antológia fordításában és kiadásában. Legismertebb verse a Veréb elmeséli, miért marad ő télen is Finnországban. Jaakko Juteini (1781-1855) írta, Viipuriban, az első finn nyelvű drámát: Nagy család (Perhe-Kunda); Tréfa a gonosz lelkekről (Pila Pahoista Hengista) (1817). Novellája: Névnap, avagy jó élet az udvarban, 1824. Még a Kalevala előtt a népköltésre támaszkodik verseiben. Vitába keveredett egyházi tanokkal a vallásszabadság kapcsán. Ezért svéd nyelvű iratát elkobozták és elégették Viipuri piacán. Samuel Gustaf Bergh (Kallio) (1803–1852) ültette finnre Aiszoposz/ La Fontaine A tücsök és a hangya meséjét, erkölcsi tanulság nélkül. Hazánk a szülőföldet, a természetet dicséri Ovidiustól, Horatiustól, Goethétől kölcsönözve. Vers költeménye – eredeti finn szerelmesség. „a nap tenger habjába hullt”. Utolsó éveiben vak volt.
Johan Vilhelm Snellman (1806–1881) - A személyiség eszméje (1841) - Tübingenben, németül nyomtatták. „Államtudomány” (1842) - Stockholmban közölve. Kuopióban, felső polgári iskola igazgatójaként svédül és finnül, lapokba írja eszméit. Ahogy egyik lapját betiltják, hasonló szellemű másik lapot ad ki: „Azt gondolhatnók: egyik hang olyan, mint a másik, egyik nyelv olyan, mint a másik, csupán különböző módon mondják el ugyanazokat a gondolatokat. Csakhogy az ember szavaival... hisz és érez, tud és akar, ... lénye nyelvében él és mozog. Hogyan fejezhetné hát ki magát ... más nyelven, mint a sajátján?” (Salma, 1844.) 1856-ban a filozófia tanára; 1863-ban szenátor. Véghez viszi a nyelvi programot, később a pénzreformot (finn márka).
Tulajdonképpen az első kiadott finn nyelvű regény Aleksis Kivi (1834–1872) (finnül: Seitsemän veljestä, 1870) Hét testvér címet viseli, melyet Kodolányi János (1942) és Rácz István (1955) is lefordított magyar nyelvre. A mai napig ezt a regényt tartják a legnagyszerűbb finn műnek.  Ahogy Európában és Amerikában, úgy Finnországban is a regény népszerűsége összeköthető az olyan újkori témákkal, mint az iparosodás folyamata, a kialakuló modern középosztály vagy éppen a vasút megjelenése miatt összeomlásban lévő vidéki földművelők mindennapjainak megfestése. A Hét testvér esetében kiváltképp megfigyelhető ez az irány, hiszen ott a műveletlen vidéki ember küszködéséről olvashatunk, amint a  fejlődő társadalmi viszonyok a nyaka köré tekerednek.

## 20. század
Finnország 1917-ben nyerte el függetlenségét és röviddel ezután polgárháború tört ki. Ahogyan más országokban, itt is  megfestésre kerültek a fegyveres viszályok szörnyűségei, mint például Frans Eemil Sillanpää (1888–1964), Irodalmi Nobel-díjas író Jámbor szegénység (Hurskas kurjuus) című regényében. Sillanpää tekintélyes irodalmi vezető volt az 1930-as években. A polgárháború témáját követte Väinö Linna, akinek legismertebb műve az Ismeretlen katona (Tuntematon sotilas).
Világszerte közkedvelt írónak számít Mika Waltari (1908–1979), akinek  Szinuhe (1945, fordította Gombár Endre) című 800 oldalas hosszú regényét meg is filmesítették. Paavo Haavikko és Eeva-Liisa Manner finn költők az  1950-es években komoly nemzetközi hírnévre tettek szert, műveiket mindenfelé lefordították. Magyar fordítóik között volt Jávorszky Béla, Szopori Nagy Lajos és Csorba Győző.
Leghíresebb költőjük Eino Leino, aki saját művei mellett Dante verseit is fordította.  Otto Manninen, a metrikus verselés professzora lefordította az Iliaszt és az Odüsszeiát. A háborúk elcsitulta után Pentti Saarikoski szintén fordított Homérosz műveket, Joyce-ot és egyéb fontos angol és amerikai szerzőket.
Timo K. Mukka (1944–1973) a finn irodalom vad kölykeként vált híressé. Valamivel kevesebb, mint egy évtized alatt az 1960-as években, Mukka  kilenc regényt írt meg nagy hamarjában. Híres könyvét, a  Bűnről dalol a Föld (Maa on syntinen laulu, 1964) című regényt Jávorszky Béla fordításából ismerheti a magyar olvasó.

## Svéd nyelvű finn irodalom
A  finn nyelv hivatalossá válása után is jelentős maradt Finnországban a svéd nyelv használata.
Johan Ludvig Runeberg (1804–1877) volt a 19. század legjelentősebb svéd ajkú szerzője. Maamme (Mi földünk) (Ensign Stål meséiből) című költeményét már a finn függetlenség előtt nemzeti himnusznak ajánlották. A Johan Ludvig Runeberg-díjat 1987-ben alapították. Svédül író finn költő, a turkui egyetemen. 1828-ban olvassa Goethe szerb népdal válogatását. 1830; 1833; 1843-ban közli verseit. A finn természet - A hattyú című verse „Kizengi mind az ős csodát, / mit Észak méhe rejt: / a nappal éjszakákon át / aludni elfelejt.” (Képes Géza fordítása)... Sztól zászlós regéi (1848); (1860) - az 1808-9-es orosz–svéd háború balladákban. Nemzeti költővé avatta.
A leghíresebb finnországi svéd művek minden bizonnyal Tove Jansson író  muminokról szóló könyvei. Manapság képregényformában ismertebbek.
Mindkét nyelven megjelennek például a Kiiltomato.net irodalomkritikai online magazin kritikai írásai. További kortárs finn nyelvű irodalmi folyóirat még a Parnasso, a Nuori Voima és a Lumooja.

## Külső hivatkozások
- Literature of Finland - Rövid bevezető angolul.
- Virtual Finland - A mai Finn irodalom (angol)
- Finn irodalom angolul.
- Kalevala műfordításokban Bábel Web Antológia